# بطولة الأمم الخمس 1969
بطولة الأمم الخمسة 1969 (بالإيطالية: Cinque Nazioni 1969)‏ هو الموسم 75 من  بطولة الأمم الخمسة. كان عدد الأندية المشاركة فيه  5، وفاز فيه منتخب ويلز الوطني لاتحاد الرغبي.